# Sempervivum heuffelii
Sempervivum heuffelii, auch Balkan-Fransenhauswurz genannt, ist eine Pflanzenart aus der Gattung Sempervivum (Hauswurzen) in der Familie der Steinbrechartigen (Saxifragales). Das Epitheton der Art ehrt den österreichisch-ungarischen Botaniker János A. Heuffel (1800–1857).

## Beschreibung
Sempervivum heuffelii wächst mit sehr flachen, offenen, flaumenhaarigen oder kahlen Rosetten von 3 bis 12 Zentimetern Durchmesser. Meist ist ein Durchmesser von 4 bis 8 Zentimeter zu verzeichnen. In Kultivierung können bei hohen Nährstoffgaben auch 15 bis 18 Zentimeter Rosettendurchmesser erreicht werden. Seine Wurzeln sind dick, kurz verzweigt oder gelappt. Die ausgebreiteten, beidseitig konvexen Laubblätter sind meist hell oder dunkel grün oder bereift grün, variieren dazu aber auch mitunter in Braun- und Rottönen. Die länglich verkehrt eiförmige Blattspreite ist 20 bis 60 Millimeter lang und 10 bis 15 Millimeter breit. An der Blattspitze befindet sich ein aufgesetztes Dornenspitzchen. Die Blattränder sind gelegentlich weiß. Die Blätter können kahle, aber auch in unterschiedlicher Intensität fein behaarte Blattflächen aufweisen. Kahle Blattflächen kommen öfter vor als behaarte.
Die Blütentriebe erreichen eine Länge von 10 bis 20 Zentimetern. Der dicht zymöse Blütenstand besteht aus drei gabeligen Wickeln. Die Blüten sind sechs- bis siebenzählig. Ihre spitzen, linealisch bis lanzettlichen, grünlich gelben Kelchblätter sind oft rot zugespitzt. Sie sind 6 bis 10 Millimeter lang und auf etwa 2,5 Millimetern miteinander verwachsen. Die gelben oder gelblich weißen, aufrechten Kronblätter sind länglich verkehrt eiförmig, in der Regel dreispitzig und gekielt. Sie sind bewimpert, kaum gefranst und 10 bis 12 Millimeter lang. Die Staubfäden sind hellgelb, die Staubblätter tiefgelb. Der relativ kräftige Griffel ist etwa 2 Millimeter lang. Die grünlichen Nektarschüppchen sind quadratisch bis gerundet.
Die vegetative Vermehrung erfolgt scheinbar über „Rosettenteilung“: Die wenigen Ableger entwickeln sich sitzend und entstehen sehr nahe der Sprossspitze.
Die birnenförmigen Samen sind ziemlich breit. 
Die Chromosomenzahl ist {\displaystyle 2n=38}.

## Systematik und Verbreitung

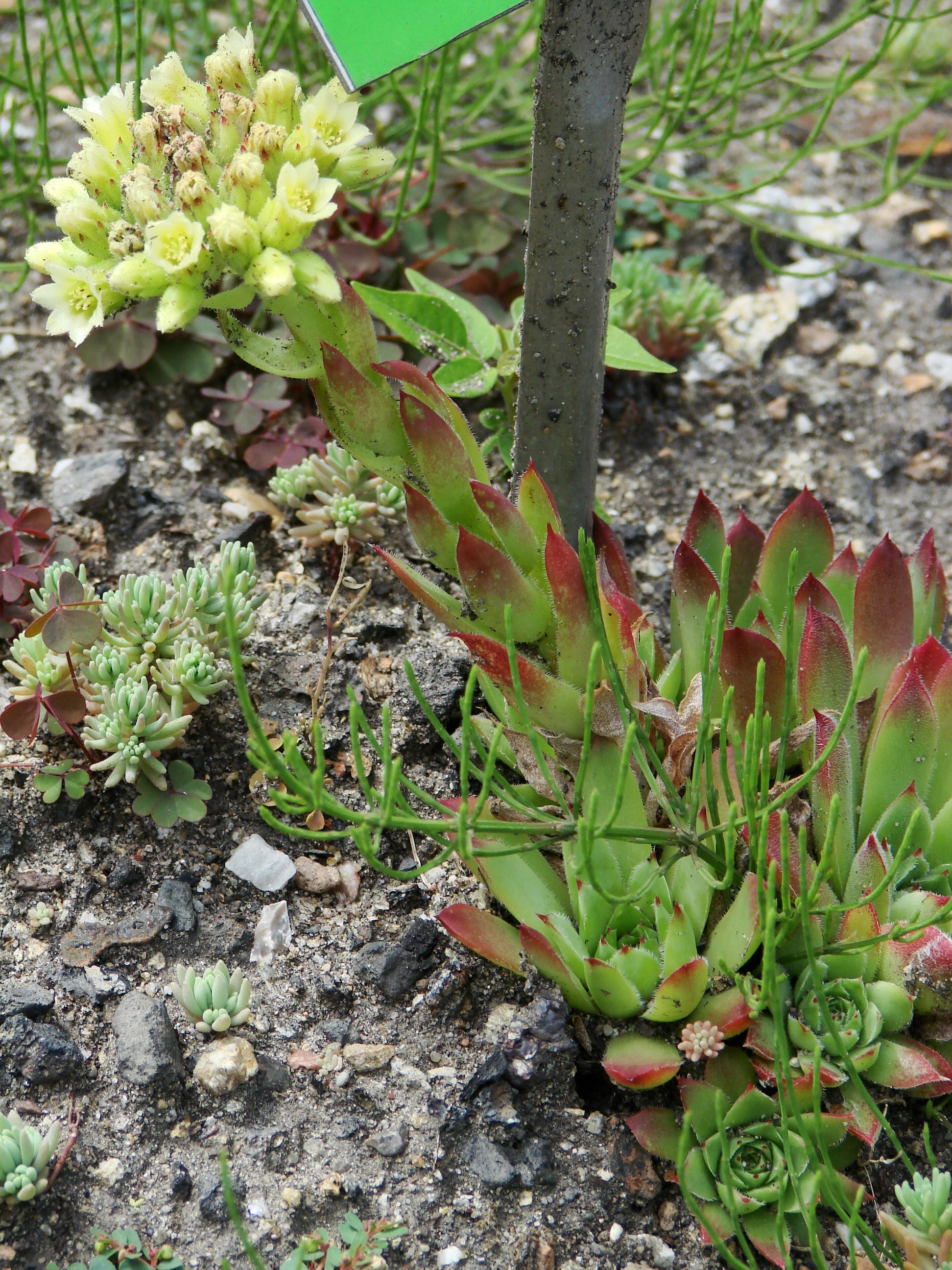
Sempervivum heuffelii in Blüte.

Sempervivum heuffelii ist im Osten der Karpaten und den Bergen der  Balkanhalbinsel verbreitet. Die Art ist auf Kalkböden spezialisiert, findet sich aber in Ausnahmefällen auch auf silikatischem Substrat.
Die Erstbeschreibung erfolgte 1852 durch Heinrich Wilhelm Schott. Sempervivum heuffelii wird innerhalb der Gattung Sempervivum in die Sektion Jovibarba gestellt. Nomenklatorische Synonyme sind Diopogon heuffelii (Schott) Jord. & Fourr. (1868) und Jovibarba heuffelii (Schott) A.Löve & D.Löve (1961). Eines der weiteren zahlreichen Synonyme ist Sempervivum kopaonikense Pančić (1874).

## Nutzung
Aus der sehr variablen Art wurden viele Sorten gezüchtet. Außerdem werden diverse Fundortformen kultiviert. In Kultivation finden sich auch Kreuzungen mit der ebenfalls der Sektion Jovibarba angehörenden Art Sempervivum globiferum (Sempervivum ×nixonii).

## Bilder

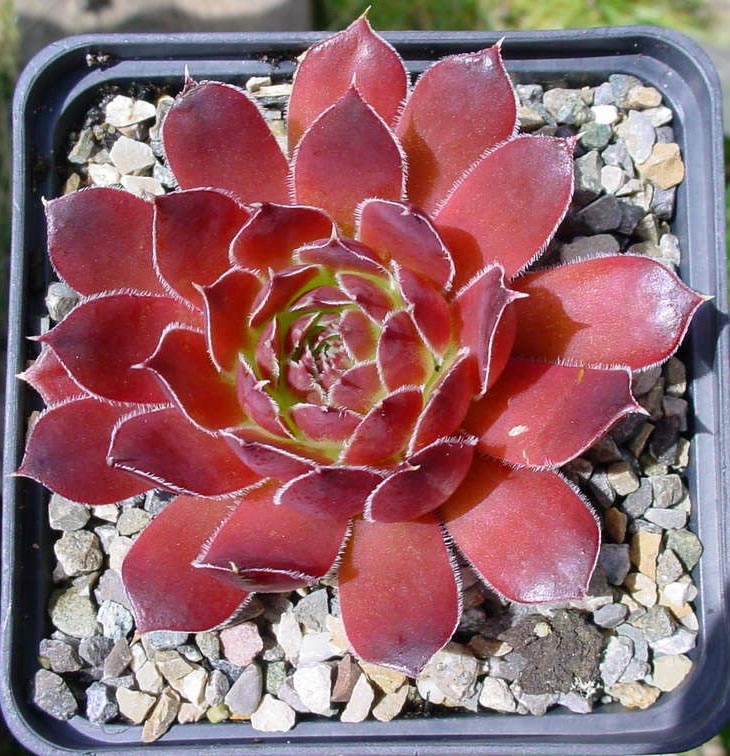
Sempervivum heuffelii 'Aiolos'
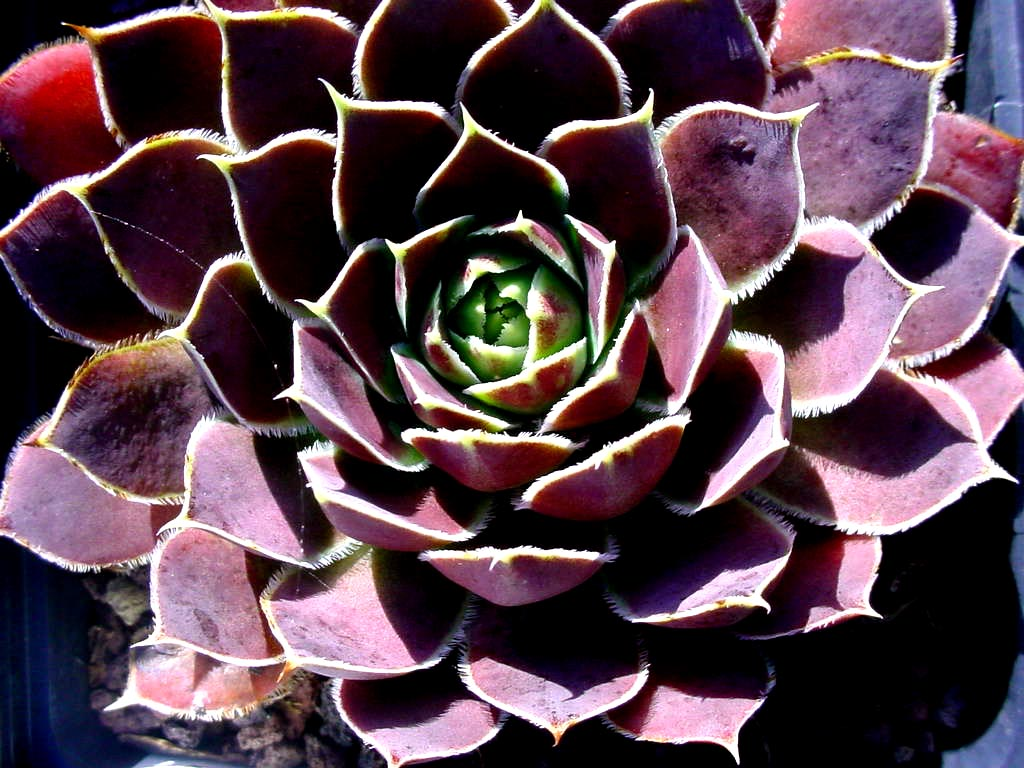
Sempervivum heuffelii 'Almkroon', Züchter: Cornelis Versteeg
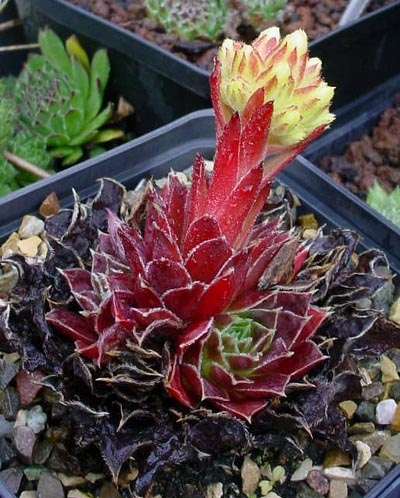
Sempervivum heuffelii 'Aiolos', mit Knospen am Blütenstand,
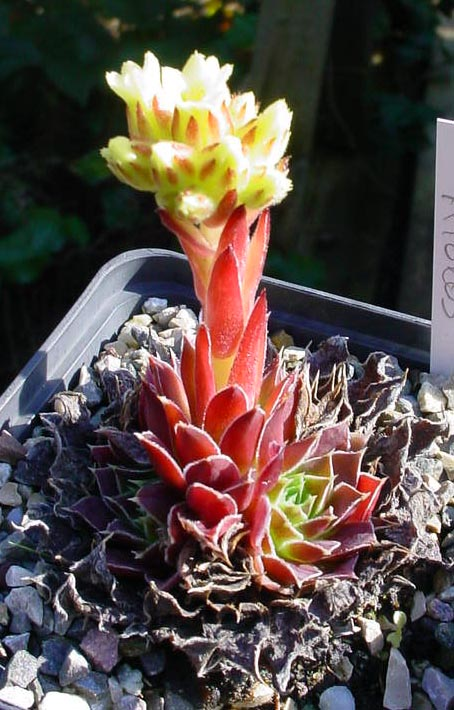
Sempervivum heuffelii 'Aiolos', mit Blütenstand